# 鈴木碧斗
鈴木 碧斗（すずき あおと、2001年5月30日 - ）は、日本の陸上競技選手である。

## 経歴
埼玉県さいたま市で育ち、東洋大学法学部企業法学科に学ぶ。
2021年6月、デンカチャレンジ400mで45秒94をマークする。
2021年7月2日、東京オリンピック代表内定が発表された。
2021年8月の東京オリンピックでは男子マイルリレーに出場。予選2組で第4走者を務めた。日本は組で5着、予選総合10位（3分00秒76）という成績（日本タイ記録）を残した。
2021年9月、日本学生陸上競技対校選手権大会100ｍで10秒33の好記録で優勝。
2021年10月、東洋大学校友会長特別賞を授与された。